# Diocesi di Iași

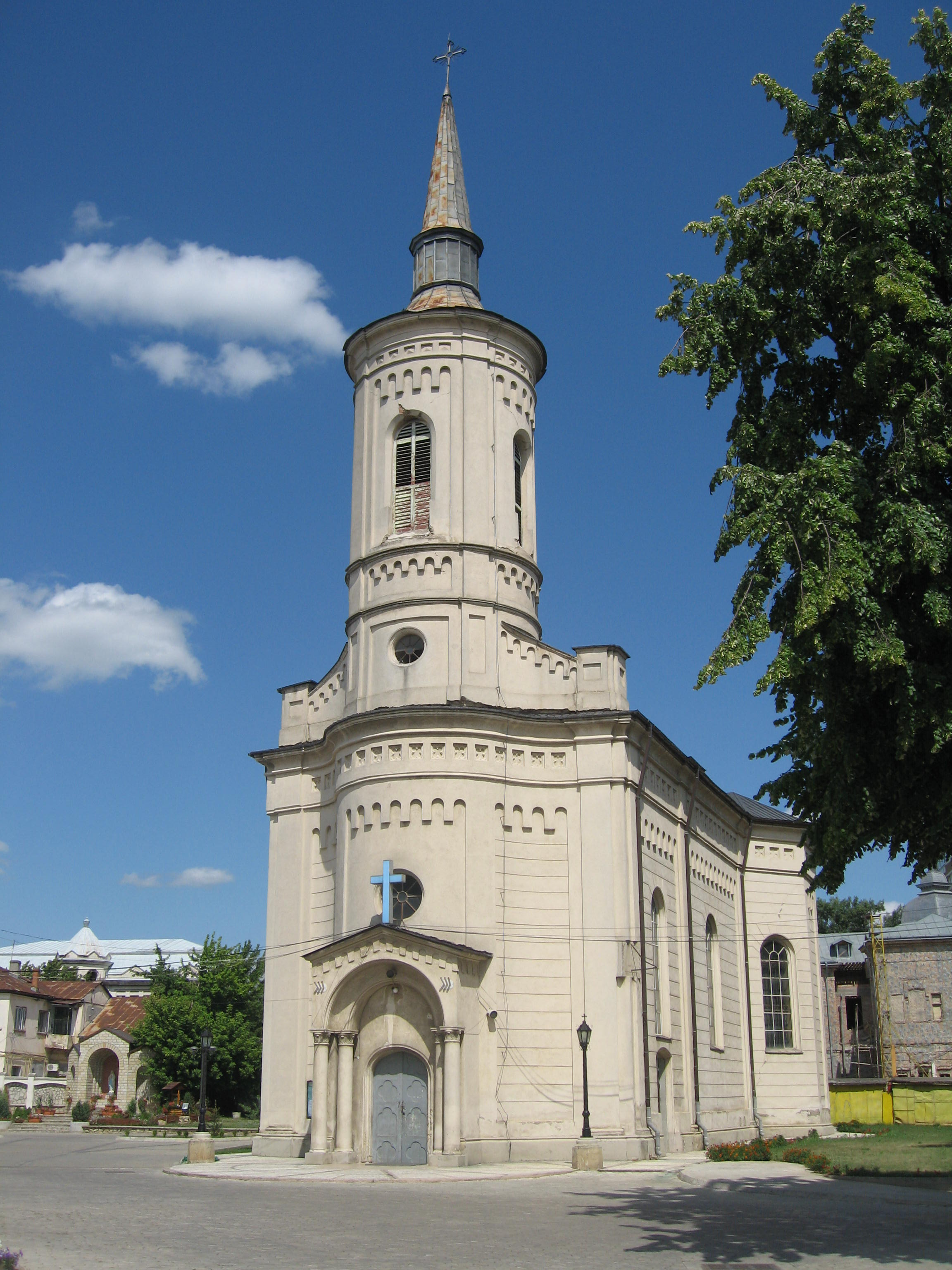
L'antica cattedrale di Iași.

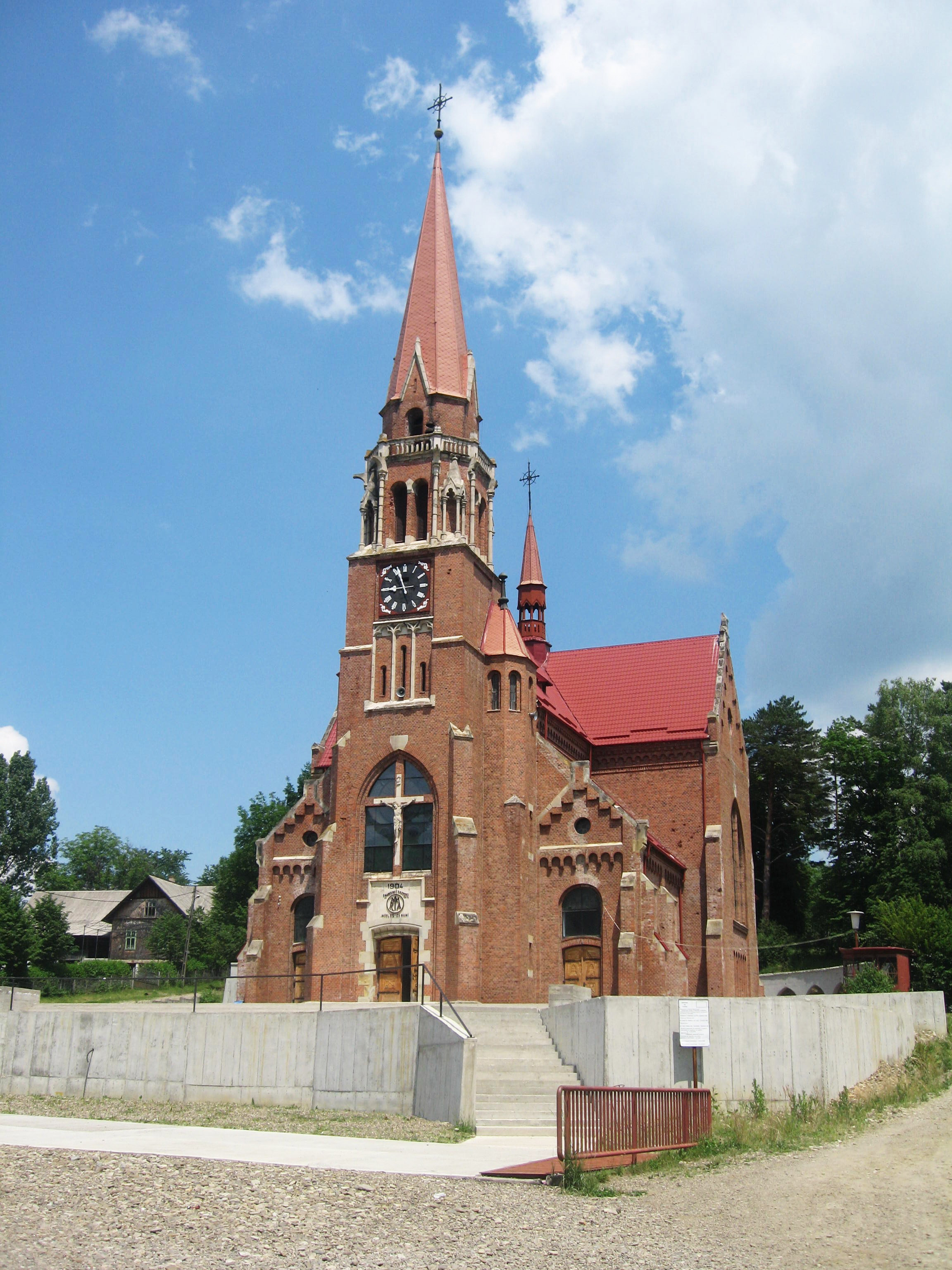
La basilica dell'Assunzione a Cacica.

La diocesi di Iași (in latino Dioecesis Iasensis) è una sede della Chiesa cattolica in Romania suffraganea dell'arcidiocesi di Bucarest. Nel 2021 contava 175.825 battezzati su 4.359.162 abitanti. È retta dal vescovo Iosif Păuleţ.

## Territorio
La diocesi comprende i seguenti distretti della Romania orientale: Suceava, Botoșani, Neamț, Iași, Bacău, Vaslui, Vrancea e Galați.
Sede vescovile è la città di Iași, dove si trova la cattedrale di Santa Maria Regina. A Cacica sorge la basilica minore dell'Assunzione di Maria.
Il territorio è suddiviso in 158 parrocchie.

## Storia
Il vicariato apostolico di Moldavia fu eretto nel 1818, sulle ceneri della soppressa diocesi di Bacău.
Il 27 giugno 1884 per effetto del breve Quae in christiani di papa Leone XIII il vicariato apostolico è stato elevato a diocesi e ha assunto il nome attuale. Originariamente la diocesi era immediatamente soggetta alla Santa Sede.
Nel 1921 incorporò parte del territorio della diocesi di Tiraspol, che dopo i trattati di pace della prima guerra mondiale si era venuto a trovare nel regno di Romania.
Il 5 giugno 1930, in seguito al concordato tra Santa Sede e governo rumeno, con la bolla Solemni Conventione di papa Pio XI, la Bucovina rumena fu sottratta alla giurisdizione degli arcivescovi di Leopoli ed annessa al territorio della diocesi di Iași, che contestualmente divenne suffraganea dell'arcidiocesi di Bucarest.
Durante il regime comunista, trovò la morte nel carcere di Sighet il vescovo Anton Durcovici (1951); nel 2013 la Chiesa cattolica ha riconosciuto il suo martirio "in odio alla fede".
Il 28 ottobre 1993 la diocesi ha ceduto una porzione del proprio territorio a vantaggio dell'erezione dell'amministrazione apostolica di Moldavia (oggi diocesi di Chișinău).
Terra di missione da parte dei vescovi cattolici di Ungheria, Transilvania, Polonia e più tardi Romania, le terre dell'attuale diocesi di Iași hanno risentito per molto tempo della concorrenza tra entità ecclesiastiche diverse.
Da quando è stata organizzata la diocesi, la Chiesa cattolica ha scelto di favorire la rumenizzazione delle locali parrocchie, soprattutto in riferimento ai cattolici ungheresi detti Csángó.

## Cronotassi dei vescovi
Si omettono i periodi di sede vacante non superiori ai 2 anni o non storicamente accertati.
- Giovanni Filippo Paroni, O.F.M.Conv. † (26 giugno 1818 - 1825 dimesso)
- Bonaventura Zabberoni, O.F.M.Conv. † (19 luglio 1825 - 30 luglio 1826 deceduto)
  - Aloisio Landi † (? - 22 gennaio 1829 deceduto)
  - Carlo Magni † (1832 - 1838 dimesso)
- Pietro Raffaele Arduino, O.F.M.Conv. † (25 settembre 1838 - 30 gennaio 1843 nominato vescovo di Alghero)
- Paolo Sardi, O.F.M.Conv. † (7 aprile 1843 - 9 novembre 1848 deceduto)
- Antonio de Stefano, O.F.M.Conv. † (28 agosto 1849 - 27 novembre 1859 dimesso)
  - Sede vacante (1859-1864)
- Giuseppe Salandari, O.F.M.Conv. † (22 aprile 1864 - 29 dicembre 1873 deceduto)
- Antonio Maria Grasselli, O.F.M.Conv. † (14 aprile 1874 - 22 dicembre 1874 nominato vicario apostolico di Istanbul)
- Ludovico Marangoni, O.F.M.Conv. † (22 dicembre 1874 - 21 settembre 1877 nominato vescovo di Chioggia)
- Fidelis Dehm, O.F.M.Conv. † (31 dicembre 1877[4] - 1880 dimesso)
- Nicolae Iosif Camilli, O.F.M.Conv. † (16 settembre 1881 - 6 maggio 1894 dimesso)
- Dominique Jacquet, O.F.M.Conv. † (8 gennaio 1895 - 1903 dimesso[5])
- Nicolae Iosif Camilli, O.F.M.Conv. † (30 agosto 1904 - 17 gennaio 1916 dimesso) (per la seconda volta)
  - Sede vacante (1916-1920)
- Alexandru Theodor Cisar † (22 aprile 1920 - 12 dicembre 1924 nominato arcivescovo di Bucarest)
- Mihai Robu † (7 maggio 1925 - 27 settembre 1944 deceduto)
  - Sede vacante (1944-1947)[6]
- Beato Anton Durcovici † (30 ottobre 1947 - 20 dicembre 1951 deceduto)
  - Sede vacante (1951-1990)
- Petru Gherghel (14 marzo 1990 - 6 luglio 2019 ritirato)
- Iosif Păuleţ, dal 6 luglio 2019

## Statistiche
La diocesi nel 2021 su una popolazione di 4.359.162 persone contava 175.825 battezzati, corrispondenti al 4,0% del totale.
| anno | popolazione | popolazione | popolazione | presbiteri | presbiteri | presbiteri | presbiteri                | diaconi | religiosi | religiosi | parrocchie |
| anno | battezzati  | totale      | %           | numero     | secolari   | regolari   | battezzati per presbitero | diaconi | uomini    | donne     | parrocchie |
| ---- | ----------- | ----------- | ----------- | ---------- | ---------- | ---------- | ------------------------- | ------- | --------- | --------- | ---------- |
| 1949 | 140.000     | 4.000.000   | 3,5         | 98         | 46         | 52         | 1.428                     |         |           |           | 109        |
| 1970 | 199.766     | 4.145.096   | 4,8         | 153        | 100        | 53         | 1.305                     |         | 53        |           | 77         |
| 1974 | 221.335     | 4.145.096   | 5,3         | 145        | 97         | 48         | 1.526                     |         | 48        |           | 104        |
| 1988 | 265.500     | 4.488.500   | 5,9         | 191        | 155        | 36         | 1.390                     |         | 40        | 24        | 98         |
| 1999 | 267.731     | 5.145.000   | 5,2         | 249        | 187        | 62         | 1.075                     |         | 441       | 389       | 122        |
| 2000 | 264.717     | 4.887.995   | 5,4         | 273        | 207        | 66         | 969                       |         | 255       | 380       | 124        |
| 2001 | 264.380     | 4.852.213   | 5,4         | 278        | 210        | 68         | 951                       |         | 261       | 411       | 125        |
| 2002 | 268.291     | 4.861.103   | 5,5         | 303        | 226        | 77         | 885                       |         | 314       | 437       | 126        |
| 2003 | 250.284     | 4.837.203   | 5,2         | 318        | 230        | 88         | 787                       |         | 321       | 454       | 126        |
| 2004 | 258.913     | 4.301.490   | 6,0         | 319        | 233        | 86         | 811                       |         | 288       | 467       | 126        |
| 2006 | 255.798     | 4.762.085   | 5,4         | 364        | 248        | 116        | 702                       |         | 325       | 463       | 130        |
| 2013 | 234.211     | 4.272.000   | 5,5         | 411        | 296        | 115        | 569                       |         | 284       | 461       | 143        |
| 2016 | 226.628     | 4.359.223   | 5,2         | 393        | 297        | 96         | 576                       |         | 222       | 419       | 149        |
| 2019 | 214.300     | 4.445.000   | 4,8         | 453        | 325        | 128        | 473                       |         | 218       | 385       | 157        |
| 2021 | 175.825     | 4.359.162   | 4,0         | 456        | 327        | 129        | 385                       |         | 193       | 365       | 158        |